# Saint-Genès-la-Tourette
Saint-Genès-la-Tourette – miejscowość i gmina we Francji, w regionie Owernia-Rodan-Alpy, w departamencie Puy-de-Dôme. Nazwa miejscowości pochodzi od imienia św. Genezjusza.
Według danych na rok 1990 gminę zamieszkiwały 194 osoby, a gęstość zaludnienia wynosiła 10 osób/km² (wśród 1310 gmin Owernii Saint-Genès-la-Tourette plasuje się na 655. miejscu pod względem liczby ludności, natomiast pod względem powierzchni na miejscu 470.).